# كارل سومنر
كارل سومنر (بالإنجليزية: Carl Sumner) هو لاعب كرة قاعدة أمريكي، ولد في 28 سبتمبر 1908 في كامبريدج في الولايات المتحدة، وتوفي في 8 فبراير 1999 في تشاتهام في الولايات المتحدة.